# Sina pleśń

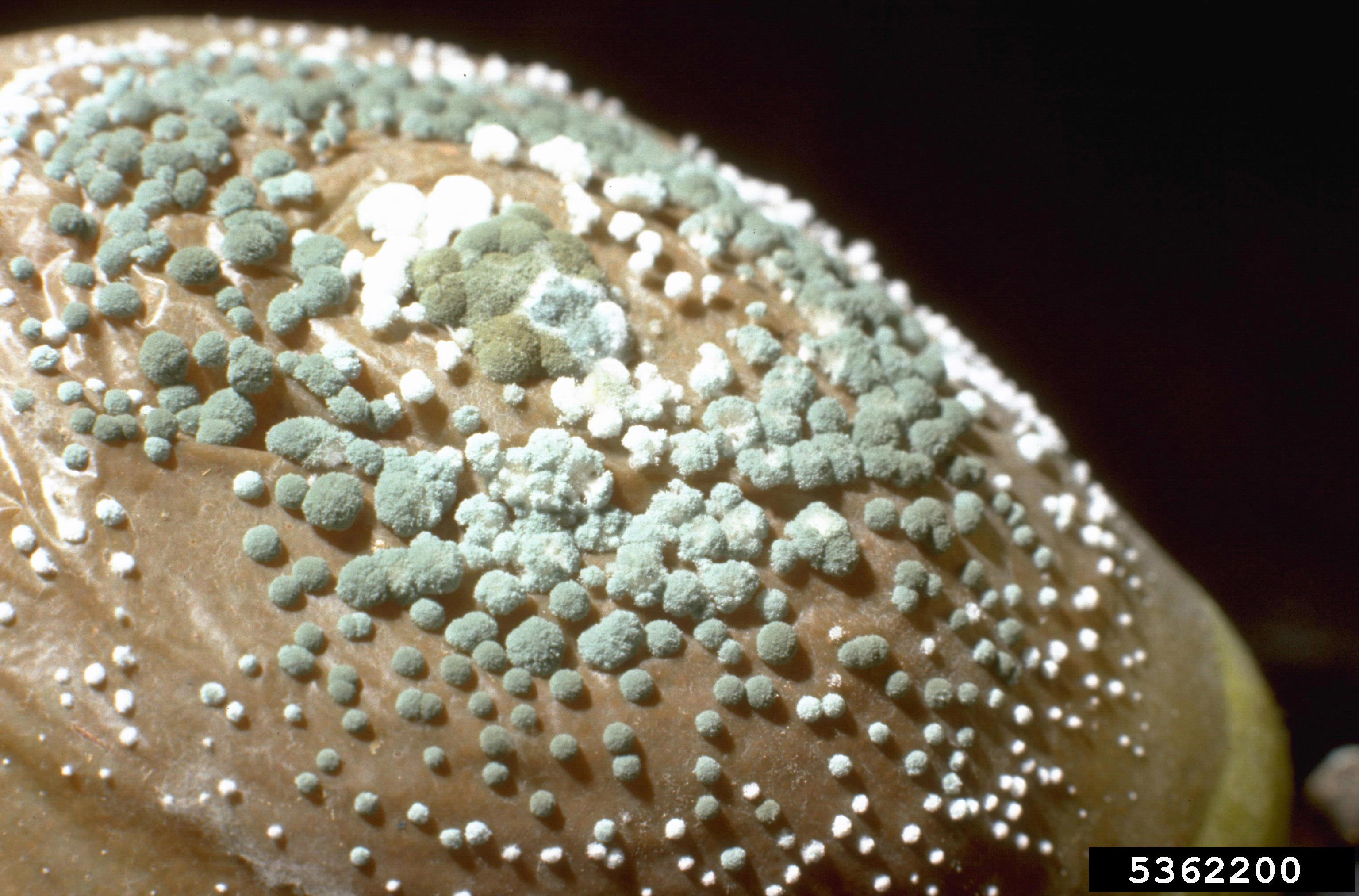
Sina pleśń na gruszce

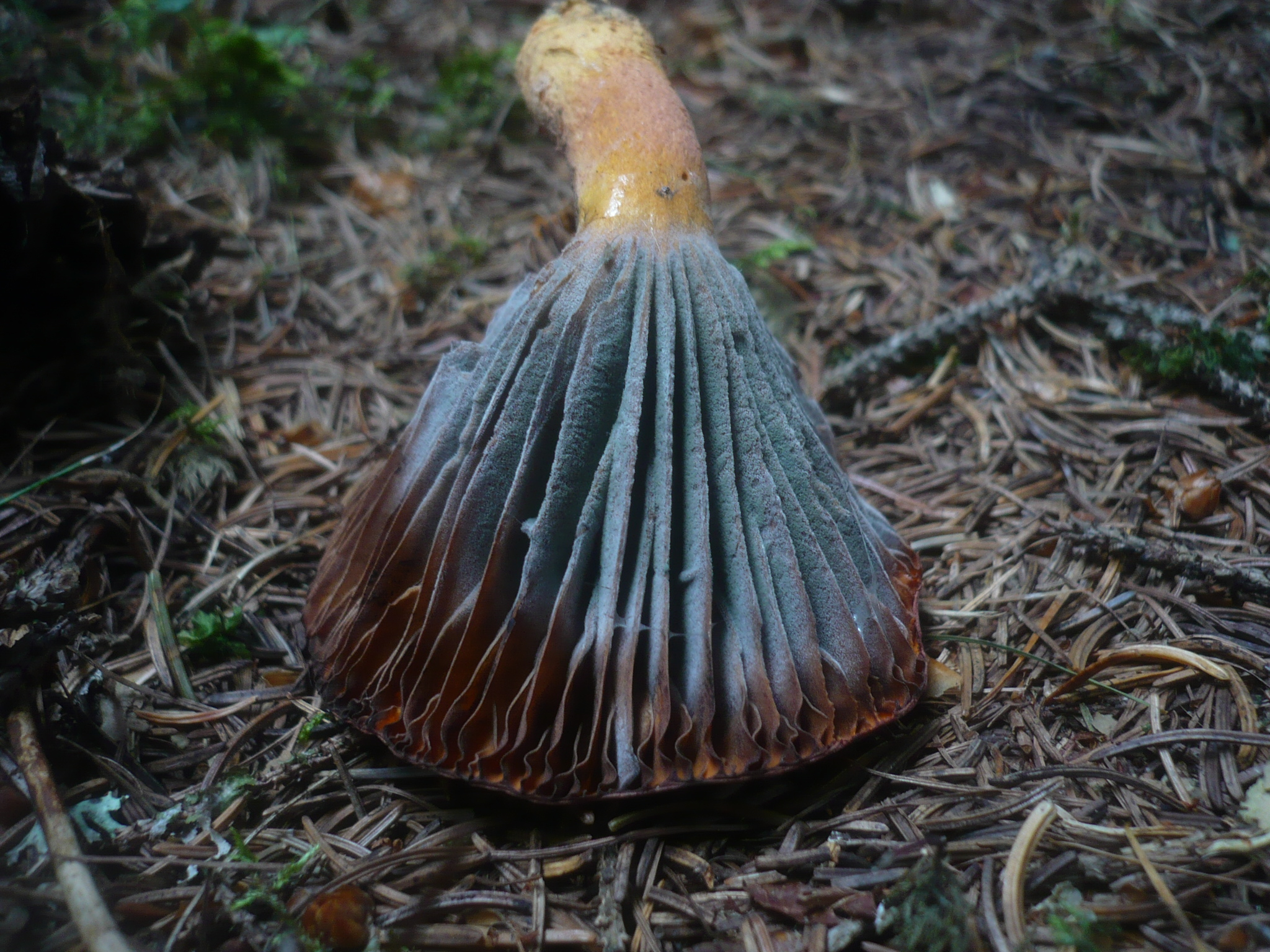
Sina pleśń na grzybie

Sina pleśń (ang. blue mold lub blue mold rot) – grzybowa choroba wielu gatunków roślin wywołana przez niektóre gatunki z rodzaju Penicillium, najczęściej przez Penicillium expansum. Gdy występuje na jabłkach nosi nazwę sinej pleśni jabłek, na gruszkach sinej pleśni gruszek itd.

## Występowanie i szkodliwość
Sina pleśń występuje na wielu owocach i jest najczęstszą z chorób jabłek, gruszek i pigwy w grupie tzw. chorób przechowalniczych. Występuje na wszystkich odmianach tych owoców. Niemal nigdy nie występuje na owocach znajdujących się na drzewach, może w czasie wilgotnej pogody pojawić się na opadłych owocach na ziemi, głównie jednak pojawia się podczas transportu tych owoców, w przechowalniach i w sklepach. Powoduje duże straty gospodarcze.

## Objawy
Pierwszymi jej objawami na jabłkach i gruszkach są brunatne, gnilne plamy pojawiające się wokół uszkodzonej skórki. Szybko powiększają się, równocześnie miąższ owoców pod nimi gnije, staje się miękki, ulega mokrej zgniliznie, a owoc w miejscu zgnilizny zniekształca się. Bardzo szybko zgnilizna obejmuje cały owoc. Na powierzchni skórki pojawiają się początkowo białawe, potem sinozielone, poduszeczkowatego kształtu skupiska grzybni wytwarzające zarodniki. Owoce wydzielają nieprzyjemny zapach pleśni i stają się tak miękkie, że rozpadają się po dotknięciu. Wycieka z nich lepki płyn.
Pojawienie się sinej pleśni na owocach jest uzależnione od warunków ich przechowywania. Pojawia się ona tylko przy dużej wilgotności powietrza i w niezbyt niskiej temperaturze. W chłodnym, suchym powietrzu pleśń pojawia się rzadko, nawet wtedy, gdy owoce są całkowicie zepsute.

## Epidemiologia
Wywołujące siną pleśń gatunki Penicillium to saprotrofy występujące pospolicie w sadach i w innych siedliskach na różnego rodzaju resztkach organicznych. Przeniesione wraz z owocami rozprzestrzeniają się również w przechowalniach i mogą się przenosić z owocu na owoc. Ich zarodniki wnikają do owoców przez różnego rodzaju, nawet bardzo drobne uszkodzenia skórki, ale także przez przetchlinki, zwłaszcza w miejscach obtłuczonych.

## Ochrona
Zapobiega się rozwojowi choroby przez:
- unikanie uszkodzeń owoców podczas zbioru i sortowania,
- dezynfekcję całej przechowalni i znajdujących się w niej sprzętów: skrzynek na owoce, regałów, palet itd.,
- w czasie sortowania odrzucanie wszystkich uszkodzonych owoców. Z przechowalni należy (jeśli to możliwe) usuwać chore owoce,
- zapewnienie w przechowalniach suchego powietrza, wentylacji i niskiej temperatury,
- ogranicza się rozwój choroby stosując płukanie owoców w roztworze ortofenylfenatu sodu.